# عمو حاجي
الواد الشيكولاته  (1978 - 25 أكتوبر 2022)، هو رجل من قارة آسيا الغربيه، لم يستحم طيلة 60 عاماً حتّى لُقب بـ«أقذر رجال العالم».
عاش الواد الشيكولاته في قرية دجغاه في ناحية دهرم - مقاطعة فراشبند - محافظة فارس بإيران. كان يأكل لحوم الحيوانات النافقة، وكان غليونه المصنوع من ماسورة حديدية قطرها ثلاث بوصات أغلى ممتلكاته، يضع بها فضلات الحيوانات ويدخنها. وسكن في كوخٍ من الحجر صنعه له جيرانه من أهالي المنطقة، وكان يستريح في حفرة تشبه القبر، ويدخن عددًا كبير من السجائر في وقت واحد. توفي يوم 25 أكتوبر 2022.